# Shi Jialuo
Shi Jialuo (en chino: 施嘉洛; Jinjiang, 25 de enero de 1993) es un deportista chino que compite en esgrima, especialista en la modalidad de florete.
Ganó una medalla de plata en el Campeonato Mundial de Esgrima de 2014, en la prueba por equipos. Participó en los Juegos Olímpicos de Río de Janeiro 2016, ocupando el quinto lugar en el torneo por equipos.

## Palmarés internacional
| Campeonato Mundial | Campeonato Mundial | Campeonato Mundial | Campeonato Mundial  |
| Año                | Lugar              | Medalla            | Prueba              |
| ------------------ | ------------------ | ------------------ | ------------------- |
| 2014               | Kazán (Rusia)      | Medalla de plata   | Florete por equipos |